# 冰封俠：時空行者
《冰封俠：時空行者》（英語：The Frozen Hero II）是一部2018年古裝動作片，由葉偉民執導、嚴華任動作設計，文雋監製和編劇，甄子丹、黃聖依、王寶強、任達華、喻亢、江疏影、倉田保昭、鮑起靜、林雪和莊思敏主演，是《冰封俠：重生之門》續集。

## 故事簡介
冰封俠：時空行者的故事承接上集，描述從明朝將軍賀英（甄子丹飾）、阿狗（王寶強飾）與聶虎（喻亢飾）來到現在香港，經歷青馬大橋之戰。最終阿狗死去，而賀英與阿虎則被警方扣察，從明朝來到現代的副警務署張一鳴（任達華飾）帶走賀英與阿狗來到北京，希望藉賀英手上的時空金碟回到明朝，而在現代遇上賀英的酒吧女郎小美（黃聖依飾）亦一同回去。三人回到明朝，回到一切發生的前夕。而賀英選擇回到桃源村的道路，卻影響了他與其他相關人等的往後命運。

## 角色介紹
| 演员     | 角色            | 备注                                                                          | 粤语配音 |
| 甄子丹   | 賀英            | 明朝穿越到现代的錦衣衛，老二                                                  | 雷霆     |
| 黃聖依   | 郭小美          | 都市夜店女孩                                                                  |          |
| 任达华   | 元龍 (張一鳴)   | 明朝穿越到现代的錦衣衛，老大 警務處副處長 (現代) （在現代以“張一鳴”偽裝身份） |          |
| 喻亢     | 聶虎            | 明朝穿越到现代的錦衣衛，老三                                                  | 黃光亮   |
| 王宝强   | 萨獒 (阿狗)     | 明朝穿越到现代的錦衣衛，老四                                                  | 陳國邦   |
| 王文绮   | 嫣然            | 元龍妻子                                                                      |          |
| 江疏影   | 玉娘            |                                                                               |          |
| 鲍起静   | 贺英母親        |                                                                               |          |
| 吳俊余   | 明熹宗          | 明朝皇帝                                                                      |          |
| 倉田保昭 | 北条將軍        | 日本將軍                                                                      |          |
| 王梓桐   | 阿花            |                                                                               |          |
| 陳觀泰   | 魏忠賢 (九千歲) |                                                                               |          |
| 林雪     | 鄧永根          |                                                                               |          |
| 莊思敏   | Jacqueline      | 小美在夜店的同事                                                              |          |
| 王宗堯   | 司徒申          |                                                                               |          |

## 影片爭議
2018年10月3日，電影《冰封俠：時空行者》出品方發長文“官撕”影片主演甄子丹，稱其無視契約精神與職業道德，在片場儼如“戲霸”，對他人工作橫加干預。指甄子丹在對編劇、造型、武術導演的工作加以干涉，擅自更改有歷史背景的台詞，鬧出極大笑話。該出品方還表示，自己在對甄子丹一再妥協退讓之後，卻在宣傳期換來甄子丹完全不配合的態度，認為他無視契約精神。

## 外部連結
- 香港影庫上《冰封俠：時空行者》的資料（繁體中文）
- 豆瓣电影上《冰封俠：時空行者》的資料 （简体中文）
- 时光网上《冰封俠：時空行者》的資料（简体中文）
- 互联网电影数据库（IMDb）上《冰封俠：時空行者》的资料（英文）